# Vishniac Peak
Vishniac Peak är en bergstopp i Antarktis. Den ligger i Östantarktis. Nya Zeeland gör anspråk på området. Toppen på Vishniac Peak är 2 280 meter över havet, eller 284 meter över den omgivande terrängen. Bredden vid basen är 3,1 km.
Terrängen runt Vishniac Peak är kuperad åt nordväst, men åt sydost är den bergig. Trakten är obefolkad. Det finns inga samhällen i närheten. 